# Robotaxi

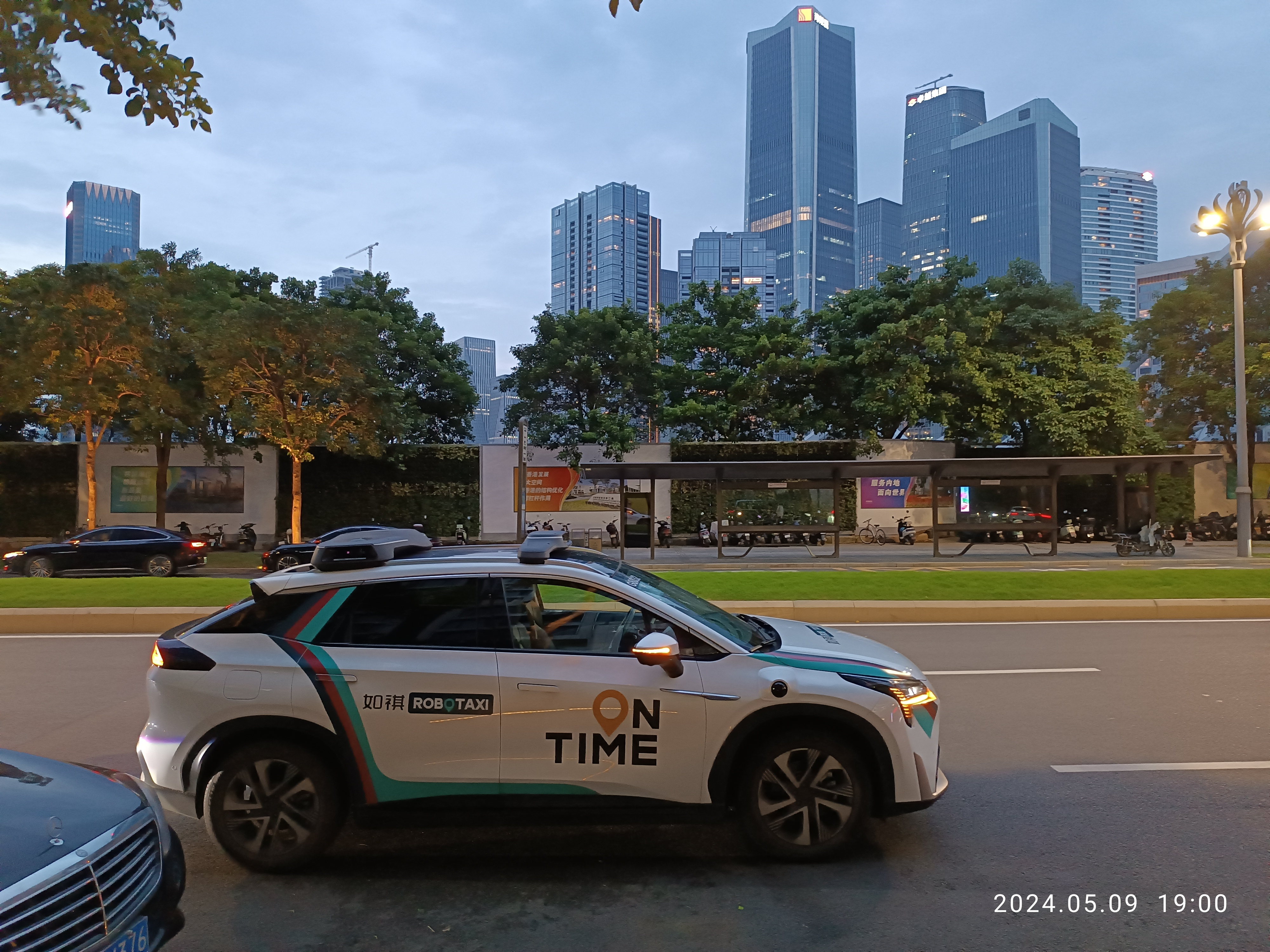
Robotaxi.

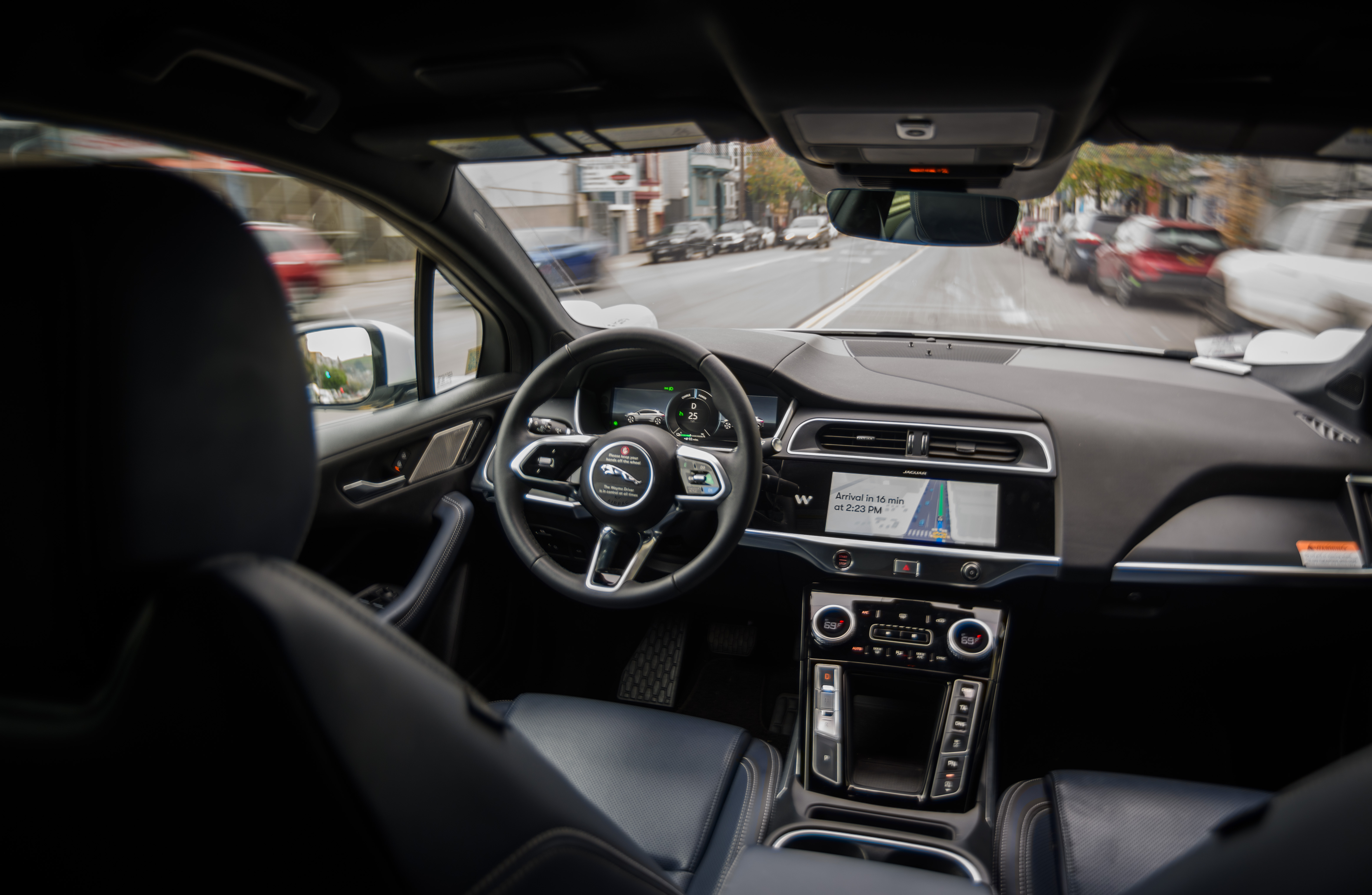
Un Jaguar I-Pace de Waymo sans conducteur au travers de San Francisco.

Un robotaxi est un véhicule qui se déplace sans conducteur humain grâce à des capteurs et à l'intelligence artificielle (IA) ; il emporte des passagers (et/ou des bagages ou marchandises) d'un endroit à un autre, possiblement en optimisant en temps réel ses trajets via une stratégie de rééquilibrage en ligne visant à réduire les temps d’attente et les trajets à vide.
De grandes entreprises (Waymo, filiale de Google, Tesla, Baidu...) travaillent depuis les années 2010 ce concept, et envisagent des flottes de véhicules électriques autonomes à la demande (AMoD). Le robotaxi peut rendre les déplacements plus faciles et plus sûrs qu'en voiture, avec moins d'accidents, moins de bouchons, et moins de pollution.
Le robotaxi bénéficie d'avancées techniques récentes significatives, mais se heurte encore à des défis d'acceptabilité sociale, de sécurité et de coût. Ce véhicule autonome de niveau 4 ou 5 est généralement exploité par une entreprise de « mobilité à la demande », qui propose des trajets privés (ou en covoiturage) à la demande, mode libre (free-floating).

## Principe
Encore émergent, le robotaxi s'inscrit dans le concept de mobilité autonome à la demande, où des flottes de véhicules autonomes, électrique et gérées de manière centralisée, fournissent, sur demande, des services de mobilité aux clients.
L'IA s'occupe de la répartition des véhicules via un algorithme stochastique de repositionnement anticipatif, optimisant la disponibilité des robotaxis, tout en intégrant leurs besoins de recharge d'énergie ou de carburant.

## Vocabulaire
On parle aussi de taxi robot, robot-taxi, taxi autonome ou encore taxi sans conducteur.

## Histoire

### Années 2000-2020
En août 2016, NuTonomy (en), issue du MIT, est la première entreprise à mettre des robotaxis à la disposition du public, en commençant avec une flotte de 6 Renault Zoe et Mitsubishi i-MiEV modifiées dans une zone limitée à Singapour. NuTonomy signe ensuite trois partenariats de développement de son service : avec Grab, rival d'Uber en Asie du Sud-Est, le Groupe PSA, censé fournir à l'entreprise les SUV Peugeot 3008[Lequel ?], et Lyft pour lancer un service de robotaxi à Boston,,[source insuffisante],.
En septembre 2016, Uber ouvre un essai à un groupe sélectionné d'utilisateurs de son service de covoiturage à Pittsburgh de demander le service de robotaxis parmi une flotte de 14 Ford Fusion modifiées. Le test est étendu ensuite à San Francisco avec des Volvo XC90 modifiées. La flotte est ensuite transférée à Tempe, en Arizona,. L'entreprise est ralentie par l'accident de l'un de ses véhicules en mars 2017,. La même année, Baidu s'associe à Nvidia pour développer des voitures autonomes et des robots-taxis.
Début 2017, Waymo, le prototype de Google (devenu société indépendante en 2016), lance un grand test public de robotaxi à Phoenix, Arizona, en utilisant 100, puis 500 mini-fourgonnettes hybrides Chrysler Pacifica fournies par Fiat Chrysler Automobiles dans le cadre d'un partenariat entre les deux sociétés,,. En mai, Waymo signe un accord avec Lyft pour collaborer sur des voitures autonomes.
En août 2017, Cruise Automation, une startup autonome acquise par General Motors en 2016, lance la version bêta d'un service de robotaxi pour ses employés de San Francisco utilisant une flotte de 46 Chevrolet Bolt,.
En novembre 2017, Waymo affirme qu'elle a commencé à exploiter certains de ses véhicules automatisés sans conducteur de sécurité au volant en Arizona.
En février 2018, l'Arizona accorde à Waymo un permis de société de réseau de transport. Cette année-là, on enregistre un décès associé à un robotaxi. Il s'agit d'une piétonne heurtée par un véhicule d'essai Uber. L'accident mène à la suspension des tests par Uber,.
En décembre, Waymo lance un service de taxi autonome, baptisé Waymo One, toujours en Arizona. En novembre 2019, le service exploite des véhicules autonomes sans chauffeur de secours,.

### Années 2020
Depuis le milieu des années 2020, la concurrence entre de grands acteurs tels que Baidu, Tesla, Google, accélère le développement de robotaxis, considérés comme l'une des applications les plus prometteuses de la conduite autonome. En supprimant le besoin de voitures individuelles tout en améliorant la sécurité routière, réduisant les embouteillages et les besoins d'espaces de stationnement, et limitant la pollution et la consommation d'énergie (via les motorisations électriques), dans le cadre d'un service de mobilité autonome à la demande, ils pourraient favoriser l'émergence de la « mobilité comme service » (MaaS), marquant une transformation majeure et disruptive du modèle de transport urbain,,,,,, bien que certains doutes soient soulevés sur ce dernier aspect.
En éliminant le besoin d'un conducteur humain, ils pourraient permettre d'accroître la popularité de la mobilité comme service, par opposition à la possession d'une voiture individuelle,,,.
En janvier 2020, Cruise lance le Cruise Origin, un véhicule sans conducteur de niveau 4 à 5,.
En 2021, un service de taxi autonome, de Waymo, fonctionne à San Francisco. En décembre 2022, l'entreprise demande un permis pour exploiter des courses en taxi autonomes en Californie sans la présence d'un opérateur humain en renfort.
En février 2022, Cruise lance un service de taxi sans chauffeur à San Francisco,. Le même mois, Cruise demande aux régulateurs américains (National Highway Traffic Safety Administration) l'autorisation de construire et de déployer un véhicule autonome sans contrôle humain. En avril 2022, leur partenaire Honda dévoile des partenaires de services de mobilité de niveau 4 qui seront déployés dans le centre de Tokyo au milieu des années 2020 à l'aide du Cruise Origin. la pétition est en cours.
En février 2023, Amazon annonce que sa voiture autonome Zoox (en) est utilisée comme robotaxi à Foster City (Californie). Le 2 octobre 2023, un véhicule Cruise sans contrôle humain entre en collision avec un piéton et le traîne sur plusieurs mètres avant de s'arrêter. Les législateurs californiens retirent par la suite le permis d'opération de ces véhicules et Cruise rappelle ses 950 unités le mois suivant,.
En décembre 2023, la Chine finalise sa législation sur les véhicules autonomes et leur gouvernance. En 2024, plusieurs compagnies chinoises (Baidu Apollo (en), AutoX, Pony.ai, Didi et WeRide (en)) opèrent des flottes de centaines de robotaxis dans plusieurs villes de Chine.

## Questions éthiques, morales et juridiques
Les robotaxis, dans une approche d'économie servicielle, présentent des aspects plutôt vertueux en terme de soutenabilité environnementale (tout comme l'autopartage et d'autres types de mobilités partagées qui permettent potentiellement une utilisation plus élevée de ressources rares et coûteuses), pouvant notamment contribuer à résoudre une partie du problème du premier et du dernier kilomètre, par exemple pour des personnes handicapées ne pouvant pas pratiquer le vélo ou la marche à pied ou d'autres mobilités actives pour rejoindre les réseaux de transports en commun les plus proches.
Mais ils soulèvent aussi des questions éthiques quant à leur conception, usage (Cf. dilemme du tramway) et tarifs (tarifications dynamiques et peu transparente avec un prix fixé par un algorithme stochastique,, variant en temps réel comme par c'est parfois le cas sur les plateformes de VTC comme Uber ou Bolt, ou encore pour les billets d’avion ou les hôtels ...en fonction de l'offre et la demande, de l’heure, de la météo, du prix de l'électricité, ou des événements en cours : quand la demande est élevée, par exemple aux heures de pointe, par mauvais temps, lors de grandes manifestations sportives ou culturelles, les prix grimpent, et inversement, quand la demande est faible, les prix baissent pour attirer plus de clients. Des questions de responsabilité juridique en cas d'accident, ou d'aggravation de la dépendance au smartphone, etc. se posent encore.

En 2025, le robotaxi se heurte encore à des défis d'acceptabilité sociale (quid du métier de chauffeur de taxis et de chauffeur de poids lourd) de coût,,,,,.

## Pollution routière et empreinte écologique
Les robotaxis seront vraisemblablement des voitures électriques ; en tant que tels, ils peuvent contribuer à réduire significativement de la pollution automobile et de la consommation d'énergie,,.
Cependant, ces voitures sont souvent lourdement chargées de batteries, un poids qui pourrait augmenter les émissions de particules liées à l'usure des enrobés routier et des peintures (marquage au sol) qui les recouvrent localement.